# Víctor Sotomayor
Víctor Hugo Sotomayor (Córdoba, 21 gennaio 1968) è un ex calciatore argentino, di ruolo difensore.

## Carriera
Ha iniziato la carriera nel club della sua città, il Racing de Córdoba. Dopo tre stagioni, coronate da cinquantaquattro presenze, è stato acquistato dal Verona.
È arrivato all'Hellas per una cifra piuttosto bassa, tanto che alcuni tifosi hanno malignato che il calciatore fosse stato comprato solo perché figlio di un commerciante, che ha avuto diversi interessi economici con il direttore sportivo scaligero dell'epoca, Polato. Nonostante questo, è ricordato per aver segnato nella vittoria del Verona sul Milan, nella Serie A 1989-1990. Il club giallo-blu, nonostante questo successo, è però retrocesso in Serie B. Sotomayor è comunque rimasto in squadra, anche nella serie cadetta, e ha contribuito all'immediata risalita del club. Dopo aver raggiunto la promozione, però, ha accettato l'offerta degli svizzeri dello Zurigo.
Qui, ha avuto diversi problemi fisici che non gli hanno permesso di ambientarsi: dopo una sola stagione, infatti, è tornato in Argentina, al Vélez Sársfield, allenato da Carlos Bianchi. Si è affermato come uno dei migliori calciatori argentini, nel suo ruolo, tanto da raggiungere la Nazionale nel 1996. Con il Vélez, ha vinto sia la Copa Libertadores che la Coppa Intercontinentale, superando in finale il Milan di Fabio Capello. È rimasto fino al 1999, quando ha scelto di firmare per il Talleres.
Dopo tre buone stagioni, ha abbandonato l'attività agonistica.

## Statistiche

### Cronologia presenze e reti in nazionale
| Cronologia completa delle presenze e delle reti in nazionale ― Argentina | Cronologia completa delle presenze e delle reti in nazionale ― Argentina | Cronologia completa delle presenze e delle reti in nazionale ― Argentina | Cronologia completa delle presenze e delle reti in nazionale ― Argentina | Cronologia completa delle presenze e delle reti in nazionale ― Argentina | Cronologia completa delle presenze e delle reti in nazionale ― Argentina | Cronologia completa delle presenze e delle reti in nazionale ― Argentina | Cronologia completa delle presenze e delle reti in nazionale ― Argentina |
| Data                                                                     | Città                                                                    | In casa                                                                  | Risultato                                                                | Ospiti                                                                   | Competizione                                                             | Reti                                                                     | Note                                                                     |
| ------------------------------------------------------------------------ | ------------------------------------------------------------------------ | ------------------------------------------------------------------------ | ------------------------------------------------------------------------ | ------------------------------------------------------------------------ | ------------------------------------------------------------------------ | ------------------------------------------------------------------------ | ------------------------------------------------------------------------ |
| 28-12-1996                                                               | Mar del Plata                                                            | Argentina                                                                | 2 – 3                                                                    | Jugoslavia                                                               | Amichevole                                                               | -                                                                        |                                                                          |
| Totale                                                                   |                                                                          | Presenze                                                                 | 1                                                                        |                                                                          | Reti                                                                     | 0                                                                        |                                                                          |

## Palmarès

### Giocatore

#### Club

##### Competizioni nazionali
- Campionato argentino: 4

Vélez Sársfield: Clausura 1993, Apertura 1995, Clausura 1996, Clausura 1998

##### Competizioni internazionali
- Coppa Libertadores: 1

Vélez Sársfield: 1994
- Coppa Intercontinentale: 1

Vélez Sársfield: 1994
- Coppa Interamericana: 1

Vélez Sársfield: 1995
- Supercoppa Sudamericana: 1

Vélez Sársfield: 1996
- Recopa Sudamericana: 1

Vélez Sársfield: 1997
- Coppa CONMEBOL: 1

Talleres: 1999